# Richard J. Evans
Richard John Evans (29 de setembro de 1947) é um historiador britânico da Europa nos séculos XIX e XX, com foco na história da Alemanha. É autor de dezoito livros, incluindo sua trilogia O Terceiro Reich (2003-2008), que foi saudada como "brilhante" e "magistral". Foi Regius Professor de História na Universidade de Cambridge de 2008 até sua aposentadoria em 2014, e Presidente do Wolfson College de Cambridge de 2010 a 2017. É reitor do Gresham College de Londres desde 2014. Evans foi nomeado Cavaleiro Celibatário por serviços com bolsas de estudos nas honrarias das festividades da Commonwealth em 2012.

## Infância e educação
De ascendência galesa, Evans nasceu em Woodford, Essex, e foi educado na Forest School, no Jesus College de Oxford, e no St. Anthony's College, em Oxford. Em uma entrevista de 2004, afirmou que as visitas frequentes ao País de Gales durante a infância inspiraram tanto o interesse pela história quanto o senso de "alteridade". Também disse que uma das razões pelas quais foi atraído para o estudo da história moderna alemã no final dos anos 1960 foi sua identificação de paralelos entre a Guerra do Vietnã e o imperialismo alemão. Admirava o trabalho de Fritz Fischer, a quem credita o inspirar a estudar a história moderna da Alemanha.

## Historiador da Alemanha
Evans estabeleceu sua reputação acadêmica com publicações sobre o Império Alemão. No início dos anos 1970, viajou para a Alemanha para pesquisar sua dissertação, um estudo sobre o movimento feminista no país na primeira metade do século XX. Mais tarde foi publicado como The Feminist Movement In Germany, 1894–1933 em 1976. Continuou seu estudo do feminismo alemão com outro livro, The Feminists (1977), que traçou a história do movimento feminista na América do Norte, Australásia e Europa de 1840 a 1920. Um tema de ambos os livros era a fraqueza da cultura da classe média alemã e sua suscetibilidade ao apelo do nacionalismo. Evans argumenta que tanto o liberalismo quanto o feminismo fracassaram na Alemanha por essas razões, apesar de florescerem em outras partes do mundo ocidental.
Seu principal interesse é a história social, e ele é muito influenciado pela Escola dos Annales. Concorda em grande parte com Fischer que o desenvolvimento social alemão do século XIX preparou o caminho para a ascensão da Alemanha nazista, mas se esforça para salientar que muitas outras possibilidades poderiam ter acontecido. Para Evans, os valores da classe média alemã do século XIX continham as sementes já em germinação do nacional-socialismo.
Estudou com Fischer em Hamburgo em 1970 e 1971, mas chegou a discordar da Bielefeld School de historiadores, que defendeu a tese de Sonderweg que viu as raízes do desenvolvimento político da Alemanha na primeira metade do século XX em uma "revolução burguesa fracassada" em 1848. Seguindo uma tendência contemporânea que se opunha à teoria anterior do "grande homem", Evans era membro de um grupo de jovens historiadores britânicos que, na década de 1970, procuraram examinar a história alemã durante o Império Alemão "a partir de baixo". Esses estudiosos destacaram "a importância das bases da política e da vida cotidiana e da experiência das pessoas comuns". "A história é sobre pessoas e seus relacionamentos. É sobre a questão perene de 'quanto livre vontade as pessoas têm em construir suas próprias vidas', e fazer um futuro," defende. Ele diz que apoiou a criação de uma "nova escola de história das pessoas", que foi o resultado de uma tendência que "tem ocorrido em toda uma gama de assuntos históricos, opiniões políticas e abordagens metodológicas e tem sido expressa de muitas maneiras diferentes".
Em 1978, como editor de uma coleção de artigos de jovens historiadores ingleses chamados Society and Politics In Wilhemine Germany, lançou uma crítica sobre a abordagem "de cima para baixo" da Bielefeld School associada a Hans-Ulrich Wehler e Jügen Kocka no que se refere ao período do Imperador Guilherme II na Alemanha. Com os historiadores Geoff Eley e David Blackbourn, Evans enfatizou o modelo de "auto-mobilização da base" como chave de grupos políticos, assim como a modernidade no Nacional-Socialismo. Na década de 80, organizou 10 oficinas internacionais sobre a história social moderna da Alemanha na Universidade da Ânglia Oriental que funcionou bem para refinar essas ideias e iniciar uma pesquisa inédita nesse campo da história. Um dos resultados dos encontros foram seis coleções de artigos apresentados a leitores anglófonos.
Entre os principais trabalhos de pesquisa de Evans estão Death in Hamburg, um estudo de conflito de classes e governo liberal na Alemanha do século XIX, usando o exemplo da epidemia de cólera em Hamburgo e aplicando métodos estatísticos à exploração da desigualdade social em uma sociedade industrializada, e Rituals of Retribution (1996), um estudo da pena capital na história alemã, aplicando conceitos antropológicos estruturais aos rituais de execução pública até meados do século XIX e explorando a política da pena de morte até sua abolição pela Alemanha Oriental em 1987. Em Death in Hamburg, Evans estudou o surto de cólera na cidade em 1892, o qual concluiu ter sido causado por uma falha no sistema médico para salvaguardar contra tal evento. Outro estudo na história social alemã foi Tales from the German Underworld, onde Evans traçou as histórias de vida de quatro criminosos alemães no final do século XIX, ou seja, uma mulher sem-teto, um falsário, uma prostituta e um vigarista. Em Rituals of Retribution traçou a história da pena capital na Alemanha, e usando as ideias de Michel Foucault, Philippe Ariès e Norbert Elias como seu guia argumentou que a oposição à pena de morte era mais forte quando o liberalismo estava em ascensão, e o apoio à pena de morte coincidia quando a direita estava em ascendência. Assim, na opinião de Evans, a pena capital na Alemanha nunca foi uma mera questão de direito ser desinteressadamente aplicada, mas sim uma forma de poder estatal sendo exercido. Além disso, examinou temas como crença em feitiçaria, tortura, as últimas palavras de executados, a psicologia das multidões, variando formas de execução da Guerra dos Trinta Anos até os anos 80, perfis de executores, crueldade e mudanças de visão em relação à pena de morte.
Nos anos 80, Evans teve papel notável no Historikerstreit, um trabalho controverso de história e teorias dos historiadores alemães Ernst Nolte, Joachim Fest, Andreas Hillgruber, Michael Stürmer, Hagen Schulze, Imanuel Geiss e Klaus Hildebrand, todos os quais considerou apologistas alemães tentando lavar o passado do país. O ponto de vista de Richard sobre o assunto foi publicado em 1989, no livro In Hitler's Shadow. Nesse livro, abordou a aceitação de Ernst Nolte da Ordem dos Comissários como uma determinação militar legítima com o argumento de que os massacres da Einsatzgruppen sobre judeus ucranianos eram uma medida responsiva justificável aos ataques dos Partisans Soviéticos; sua descrição (citando Viktor Suvorov) da Operação Barbarossa como uma "guerra preventiva" forçada contra Hitler por um ataque soviético; e suas acusações de que muito do que se ensinava sobre o Holocausto disseminava as perspectivas enviesadas dos historiadores judeus.
Evans diz que as afirmações de Nolte cruzaram a linha do Negacionismo do Holocausto, e destacou sua racionalização de que, como os os vitoriosos escrevem história, a única razão pela qual a Alemanha nazista é vista como má é porque perdeu a guerra. Evans denunciou também que, numa tentativa de justificar o Holocausto, Nolte argumentou que a carta escrita por Chaim Weizman em 3 de setembro de 1939 a Neville Chamberlain, prometendo que a Agência Judaica de Israel iria apoiar os esforços de guerra, constituiu uma "declaração de guerra judaica" contra a Alemanha, o que tornaria compreensível a internação prévia de judeus em campos de concentração. Em seu livro de 1989, Evans também criticou as teorias pré-intencionadas de Hillgruber e Hildebrand e criticou o foco excessivo de Stümer na história política sobrepassando as condições sociais, como regredindo para a teoria ultrapassada de que os feitos de grandes homens são suficientes para explicar a história. Por outro lado elogiou Ian Kershaw, que escreveu que "o caminho para Auschwitz foi construído pelo ódio, mas pavimentado pela indiferença".
O livro In Defence of History, Evans defende a disciplina da história contra o ceticismo pós-modernista de seu valor. Ele defende que as limitações da nossa habilidade de compreender e aprender com o passado a despeito de ser possível, causam a reconstrução de eventos históricos. Evans sugere que a disseminação de teorias pós-modernistas nas décadas de 80 e 90, que declaravam que a história é apenas uma construção do historiador e retratam a tradição do Ocidente como uma forma de opressão, não são necessariamente de esquerda ou progressistas, uma vez que, negando o acesso a fatos passados, também favoreceram o apelo do Negacionismo do Holocausto.

## Obras
- The Feminist Movement In Germany, 1894–1933, Londres: Sage Publications, 1976.
- "German Women and the Triumph of Hitler," The Journal of Modern History Vol. 48, No. 1, Março de 1976
- The Feminists: Women's Emancipation Movements in Europe, America and Australasia, 1840–1920, Londres: C. Helm, 1977.
- Society And Politics In Wilhelmine Germany editado por R. J. Evans, Londres: Croom Helm, 1980, 1978.
- The German Family: Essays on the Social History of The Family in Nineteenth and Twentieth-Century Germany, Londres: C. Helm ; Totowa, N. J.: Barnes & Noble Books, 1981.
- The German Working Class, 1888–1933: The Politics Of Everyday Life, Londres: Croom Helm ; Totowa, N. J.: Barnes & Noble, 1982.
- The German Peasantry: Conflict And Community in Rural Society from the Eighteenth to the Twentieth Centuries editado por Richard J. Evans and W. R. Lee, Londres: Croom Helm, 1986.
- The German Unemployed: Experiences And Consequences Of Mass Unemployment From The Weimar Republic To The Third Reich, Londres: C. Helm, 1987.
- Rethinking German History: Nineteenth-Century Germany And The Origins Of The Third Reich, Londres: Allen and Unwin, 1987.
- Comrades And Sisters: Feminism, Socialism, And Pacifism In Europe, 1870–1945, Brighton, Sussex: Wheatsheaf Books; Nova Iorque: St. Martin's Press, 1987.
- Death In Hamburg: Society And Politics In The Cholera Years, 1830–1910 Oxford: Clarendon Press, 1987.
- The German Underworld: Deviants And Outcasts In German history, Londres: Routledge, 1988.
- In Hitler's Shadow: West German Historians And The Attempt To Escape From The Nazi Past, Londres: I. B. Tauris, 1989, ISBN 1-85043-146-9.
- Proletarians And Politics: Socialism, Protest, And The Working Class In Germany Before The First World War, Nova Iorque: Harvester Wheatsheaf, 1990.
- The German Bourgeoisie: Essays On The Social History Of The German Middle Class From The Late Eighteenth To The Early Twentieth Century Londres: Routledge, 1991.
- Rituals Of Retribution: Capital Punishment In Germany 1600–1987, Nova Iorque: Oxford University Press, 1996.
- Rereading German History: From Unification To Reunification, 1800–1996, Londres; Nova Iorque: Routledge, 1997.
- Tales From The German Underworld: Crime And Punishment In The Nineteenth Century, New Haven [Conn.]; Londres: Yale University Press, 1998.
- In Defense of History, Nova Iorque: W. W. Norton & Co., 1999.
- Lying About Hitler: History, Holocaust, And The David Irving Trial, Nova Iorque: Basic Books, 2001; published in the United Kingdom as Telling Lies About Hitler: The Holocaust, History and the David Irving Trial, Verso Books, 2002.
- The Coming Of The Third Reich, Londres: Allen Lane, 2003.
- The Third Reich In Power, 1933–1939, Nova Iorque: Penguin, 2005.
- The Third Reich at War: How the Nazis Led Germany from Conquest to Disaster , Londres: Allen Lane, 2008.
- Cosmopolitan Islanders: British Historians and The European Continent, Cambridge University Press, 2009.
- Altered Pasts: Counterfactuals in History, Brandeis University Press, 2013.
- The Third Reich in History and Memory, Little, Brown, 2015.
- The Pursuit of Power: Europe 1815–1914,  Viking, 2016